# Langendreerholz

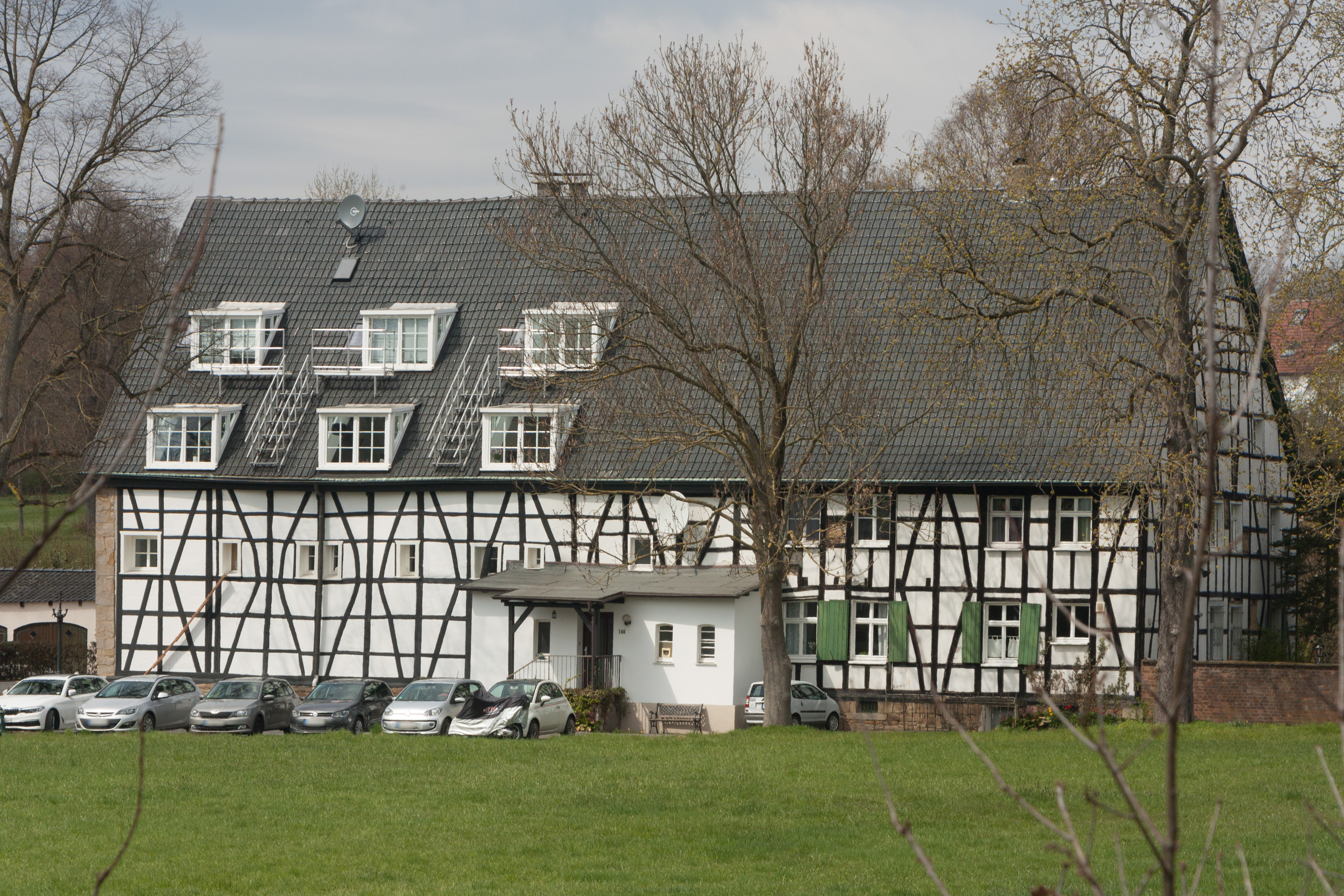
Hof Ruhe

Langendreerholz ist ein Ortsteil im Südosten des Stadtteils Langendreer von Bochum.
Er grenzt an Witten. Östlich verlief die Bahnstrecke Dortmund-Löttringhausen–Bochum-Langendreer, welche heute der Rad- und Fußweg „Rheinischer Esels“ ist.  An Bergwerken bestand hier die kurzfristig die Zeche Constanze. In der Grabeloh gab es früher größere Sandgruben. Der 200 Jahre alte denkmalgeschützte Hof Ruhe an der Hörder Straße ist ein Relikt der vorindustriellen landwirtschaftlich geprägten Zeit von Langendreer.
Zu den Bauwerken zählen das Knappschaftskrankenhaus und die evangelische Pauluskirche aus dem Jahre 1905. Zum Vereinsleben gehören der VfB Langendreerholz 1914 und die NaturFreunde Deutschlands Ortsgruppe Langendreerholz.